# St.-Ephräm-Kirche (Mossul)
Die Syrisch-Orthodoxe Kirche St. Ephräm (arabisch كنيسة مار أفرام للسريان الأرثوذكس) ist eine Kirche in der irakischen Stadt Mossul, die 1989 geweiht wurde. Sie war bis 2014 Kathedrale des Bistums Mossul der Syrisch-Orthodoxen Kirche. Von 2014 bis 2017 war das Gebäude Sitz des Daesch-Staatsrates und wurde im Krieg schwer beschädigt, weshalb es bis heute eine Ruine ist. Die Kirche soll wieder aufgebaut werden.

## Standort
Die Syrisch-Orthodoxe Kirche St. Ephräm und das etwa 20 m nördlich parallel stehende Gebäude des syrisch-orthodoxen Bistums Mossul (مطرانية السريان الارثدوكس) stehen in Mossul im „Polizeiviertel“ asch-Schorta (حي الشرطة), wo bis 2014 viele syrisch-orthodoxe Christen wohnten, etwa 300 m nördlich der Universitäts-Schnellstraße, rund einen halben Kilometer westlich der Universität Mossul und einen halben Kilometer nordwestlich der chaldäischen Kirche St. Paul. Die Ruinen von Ninive liegen nur wenige hundert Meter südöstlich.

## Geschichte
Die Syrisch-Orthodoxe Kirche St. Ephräm von Mossul wurde 1989 vom Bischof Gregorios Saliba Schamun geweiht. Hiermit entstand ein neues Zentrum der syrisch-orthodoxen Christen, die aus der Altstadt westlich des Tigris zunehmend in Neubaugebiete auf der Ostseite des Flusses zogen. Auch der Sitz des Erzbistums Mossul wurde aus der St.-Thomas-Kirche dorthin verlegt, so dass die St.-Ephräm-Kirche die Funktion als syrisch-orthodoxe Kathedrale übernahm.
Nach der Invasion der USA im Irak ab 2003 waren auch die syrisch-orthodoxen Christen in Mossul starker Verfolgung ausgesetzt. Am 15. August 2011 um 1.30 Uhr nachts explodierte eine Bombe und beschädigte die St.-Ephrem-Kirche schwer, wenn auch keine Personen zu Schaden kamen. Viele Christen verließen nun die Stadt. Als der Daesch (IS) am 4. Juni 2014 Mossul angriff, lebten von etwa 60.000 Christen vor US-Invasion 2003 noch rund 30.000 in der Stadt. Von diesen blieb nach der Eroberung der Stadt durch Daesch am 10. Juni 2014 niemand. Der syrisch-orthodoxe Erzbischof Nicodemos Daoud Matti Sharaf nahm in der überwiegend christlichen Stadt Ankawa nahe der kurdischen Metropole Erbil seine Residenz im Exil. Die meisten christlichen Flüchtlinge aus Mossul kamen nach Ankawa.
Am 1. Juli 2014 – drei Wochen nach Einnahme der Stadt – besetzten Daesch-Kämpfer die Kirche und entfernten das Kreuz von der Kuppel. Im Juli 2014 bestimmte das „Kalifat“ des Daesch die St.-Ephrem-Kirche zum Sitz des Staatsrates des selbsternannten „Kalifenstaats“. Am 9. September 2014 wurde das Gebäude bei Luftangriffen der United States Air Force gegen Daesch-Stützpunkte in Mossul schwer getroffen. Die Islamisten räumten das Kirchengebäude leer und boten die Ausstattungsgegenstände im November 2014 zum Verkauf an, was als Zeichen für eine geplante Umwandlung in eine Moschee gesehen wurde. Anfang Juni 2015 wurde gemeldet, dass Daesch in Mossul die Einrichtung einer Moschee im Kirchengebäude angekündigt habe. Dies sollte sich jedoch nicht bestätigen, denn über die gesamte Zeit der Daesch-Herrschaft hinweg diente die Kirche als Daesch-Staatsratsgebäude.
In der Schlacht um Mossul wurden die Stadtteile nahe der Universität Mossul, wo sich die Syrische Ephrämkirche befindet, im Januar 2017 wieder von den irakischen Streitkräften eingenommen. Anfang Februar 2017 besuchte der Mossuler Erzbischof Nicodemos Daoud Matti Sharaf die schwer beschädigte St.-Efrem-Kirche. Im August 2019 kündigte der Leiter der irakischen Stiftung der Religionen der Christen, Jesiden, Sabäer und Mandäer, Raad Jalil Kajaji, nach einem Besuch der syrisch-orthodoxen St.-Ephräm-Kirche an, dass diese mit Unterstützung verschiedener internationaler Organisation wieder aufgebaut werden soll. Nach Angaben von Kirche in Not waren allerdings bis zu diesem Zeitpunkt kaum 40 christliche Familien nach Mossul zurückgekehrt, wenn auch deutlich mehr zum Arbeiten dorthin pendeln. Auch der Mossuler Erzbischof Nicodemos Daoud Matti Sharaf residiert noch in Ankawa. Laut einer 2020 erschienenen Studie von Kirche in Not gab es 2019/2020 in Mossul keine Präsenz der syrisch-orthodoxen Kirche (nicht einmal eine Person mit Zugang zu einer funktionierenden Gebetsstätte).

## Architektur
Die West-Ost-Richtung stehende, geostete Kirche hat einen rechteckigen Grundriss und weist dabei mit ihren drei Längsschiffen und dem Querschiff im östlichen Drittel Merkmale einer Kreuzkirche auf. Auf dem Mittelschiff verläuft ein Tonnendach, auf dem Querschiff beiderseits ein halbkugelförmiges Dach. Über der Vierung, die innen von vier Säulen getragen wird, befindet sich auf einem achtkantigen Tambour mit halbkreisförmigen Fenstern die weithin sichtbare Kuppel, die oben ein Lichtkreuz trägt und innen mit ein Gemälde Jesu des Siegers versehen ist. An der südlichen Längsseite der Kirche befinden sich sechs große Rundbogenfenster. An der Nordseite sind es vier solche Fenster sowie die beiden Eingangstüren für Männer und Frauen, zu denen seitlich von Norden und Westen zwei Treppen hinaufführen. Im Untergeschoss, unterhalb der Kirchenhalle für die Gottesdienste, befindet sich eine Halle für kirchliche Aktivitäten. Bilder von 2018 zeigen die Kirche als Ruine mit zerschossenen Fenstern und Löchern in den Außenwänden.

## Bistum und Bischof
Die syrisch-orthodoxe St.-Ephrem-Kathedrale war Sitz des syrisch-orthodoxen Bistums Mossul, auch Bistum Mossul, Kirkuk und Kurdistan genannt. Es umfasst neben der Stadt Mossul auch das gesamte Gebiet der Autonomen Region Kurdistan, wo die christliche Stadt Ankawa im Norden Erbils einen Schwerpunkt bildet, und Kirkuk. Innerhalb der Ninive-Ebene gehört nur Baghdida hierzu, während Bartella, Baschiqa, Almaghara, Alfaf und Merka ein eigenes Bistum mit Sitz im Mor-Mattai-Kloster bilden. Seit dem 27. November 2011 ist der am 1976 in Mossul geborene Metropolit Mor Nicodemos Daoud Matti Sharaf Mossuler Erzbischof. Dieser residiert jedoch derzeit nicht in Mossul, sondern in Ankawa.